# Bomber (album)
Bomber är hårdrocksgruppen Motörheads fjärde album utgivet 1979.

## Låtlista
1. Dead Men Tell No Tales
2. Lawman
3. Sweet Revenge
4. Sharpshooter
5. Poison
6. Stone Dead Forever
7. All The Aces
8. Step Down
9. Talking Head
10. Bomber
11. Over The Top